# Герасимов Іван Олександрович
Іва́н Олекса́ндрович Гера́симов  (8 серпня 1921, Пестрівка, Стерлітамацький повіт, Башкирська АРСР, Російська РФСР — 4 червня 2008, Київ) — генерал армії, голова ради Організації ветеранів України (з 1991). Кандидат у члени ЦК КПРС в 1976—1986 роках, член ЦК КПРС у 1986—1989 роках. Член ЦК КПУ в 1976—1990 роках. Кандидат у члени Політбюро ЦК КПУ з 10 червня 1977 по 15 квітня 1980. Член Політбюро ЦК КПУ з 15 квітня 1980 по 18 жовтня 1989 року. Депутат ВР СРСР VIII—XI скликань (у 1973—1989 роках). Народний депутат Верховної Ради України від КПУ.

## Біографія
Народився 8 серпня 1921; росіянин; син Олександр (1945) — російський генерал-лейтенант, військовослужбовець Збройних сил РФ; дочка Ольга (1947) — працівник МВС РФ; дочка Наталя (1951) — викладач.
Освіта: Військова академія бронетанкових і механізованих військ (1955); Військова академія Генштабу ЗС СРСР (1966).
З серпня 1938 — в Червоній армії. До 1940 року — курсант Ульяновського бронетанкового училища.
У 1940—1945 роках — командир взводу Одеського військового округу, командир танкової роти Південного і Південно-Західного фронтів, командир танкового батальйону Північно-Кавказького фронту, командир танкового полку Воронезького, 1-го Українського фронту, начальник штабу танкової бригади 2-го Далекосхідного фронту. Член ВКП(б) з 1942 року.
У 1945—1950 роках — начальник штабу танкового полку, командир танкового полку Ленінградського військового округу.
У 1950—1955 роках — слухач Військової академії бронетанкових і механізованих військ, м. Москва.
У 1955—1958 роках — заступник командира мотострілецької дивізії. У березні 1958 — березні 1959 року — командир 112-ї мотострілецької дивізії. У березні 1959 — вересні 1964 року — командир 37-ї танкової дивізії 6-ї гвардійської танкової армії Київського військового округу.
У 1964—1966 роках — слухач Військової академії Генштабу ЗС СРСР.
З липня 1966 року — начальник відділу бойової підготовки, з квітня 1967 року — начальник штабу — заступник командувача, з жовтня 1968 по листопад 1971 року — командувач 1-ї гвардійської танкової армії Групи радянських військ у Німеччині.
У листопаді 1971—1972 роках — 1-й заступник командувача військ Прикарпатського військового округа.
У січні 1973 — червні 1975 року — командувач Північної групи військ.
У червні 1975 — серпні 1984 року — командувач військ Червонопрапорного Київського військового округу.
У вересні 1984 — січні 1989 року — головнокомандувач військ Південно-Західного напрямку.
У січні 1989—1992 роках — військовий інспектор-радник, головний інспектор Головної інспекції Міністерства оборони СРСР.
З 1991 року — голова ради Організації ветеранів України.
03.1998 — кандидат в народні депутати України від виборчого блоку «Трудова Україна», № 1 в списку. На час виборів: голова ради Організації ветеранів України (місто Київ), безпартійний.
Народний депутат України IV скликання 04.2002 — 04.2006 від КПУ, № 3 в списку. На час виборів: голова Ради Організації ветеранів України, безпартійний. Член фракції комуністів (з 05.2002). Заступник голови Комітету у справах, пенсіонерів, ветеранів та інвалідів (з 06.2002).
Народний депутат України V скликання 04.2006-11.2007 від КПУ, № 3 в списку. На час виборів: народний депутат України, член КПУ.
Народний депутат України VI скликання з грудня 2007 р., обраний за списками КПУ. Обіймав посаду голови підкомітету з питань законодавчого забезпечення соціального захисту ветеранів війни та праці, інших громадян похилого віку Комітету Верховної Ради у справах пенсіонерів, ветеранів та інвалідів.
Голова Головної редколегії «Книга пам'яті України» (до 08.2006). Президент Інституту європейської безпеки і конверсії.
Помер 4 червня 2008 у Києві та похований у Москві на Кунцевському кладовищі.

## Нагороди
- Відзнака Президента України «Герой України» з врученням ордена «Золота Зірка» (27 жовтня 1999) — за мужність і відвагу, виявлені у боротьбі з фашистськими загарбниками під час Великої Вітчизняної війни 1941—1945 років, визначний особистий внесок у розвиток ветеранського руху в Україні[6]
- Орден Богдана Хмельницького I ступеня (04.1999)[7]
- Орден Богдана Хмельницького II ступеня (03.1997)[8]
- Орден Богдана Хмельницького III ступеня (05.1995)[9]
- Два ордени Леніна,
- Орден Жовтневої революції,
- Три ордени Червоного Прапора,
- Два ордени Червоної Зірки,
- Орден Вітчизняної війни I ступеня,
- Орден «За службу Батьківщині в Збройних Силах СРСР» III ст.
- 50 медалей.
- Почесна відзнака Президента України (10.1994)[10].
- Відзнака «Іменна вогнепальна зброя» (2001)[11]
- Учасник ліквідації наслідків аварії на ЧАЕС (I кат.).

Захоплення: спорт.

## Пам'ять

9 травня 2010 року на будівлі міністерства оборони в Києві була відкрита меморіальна дошка пам'яті Герасимова Івана Олександровича. Автори: Сидорук Олесь та Крилов Борис.